# ديفيز فيري
ديفيز فيري (بالإنجليزية: Davies Phiri)‏ هو لاعب كرة قدم ومدرب كرة قدم زامبي في مركز حراسة المرمى، ولد في 1 أبريل 1976 في Mufulira ‏ في زامبيا. لعب مع نادي كابوي ويراريوز.

## وصلات خارجية
- ديفيز فيري على موقع الاتحاد الدولي (مؤرشف)  (الإنجليزية)
- ديفيز فيري على موقع قاعدة بيانات كرة القدم.إي يو (الإنجليزية)
- ديفيز فيري على موقع ناشيونال فوتبول تيمز (الإنجليزية)